# Liu Xianying
Liu Xianying (cinese 刘 显英; Ji'an, 8 luglio 1977) è un'ex biatleta cinese.

## Biografia
In Coppa del Mondo ottenne il primo risultato di rilievo l'8 marzo 1997 a Nagano (48ª) e il primo podio il giorno successivo nella medesima località (3ª).
In carriera prese parte a quattro edizioni dei Giochi olimpici invernali, Nagano 1998 (7ª nella staffetta), Salt Lake City 2002 (42ª nella sprint, 17ª nell'individuale, 13ª nella staffetta), Torino 2006 (11ª nella sprint, 9ª nell'inseguimento, 7ª nella partenza in linea, 23ª nell'individuale, 9ª nella staffetta) e Vancouver 2010 (51ª nella sprint, 30ª nell'inseguimento, 20ª nell'individuale, 9ª nella staffetta), e a otto dei Campionati mondiali, vincendo una medaglia.

## Palmarès

### Mondiali
- 1 medaglia:
  - 1 argento (partenza in linea[3] a Hochfilzen/Chanty-Mansijsk 2005)

### Coppa del Mondo
- Miglior piazzamento in classifica generale: 6ª nel 2005
- 6 podi (3 individuali, 3 a squadre[2]), oltre a quello ottenuto in sede iridata e valido anche ai fini della Coppa del Mondo:
  - 1 secondo posto (individuale)
  - 5 terzi posti (2 individuali, 3 a squadre)